# Living Proof (album, Buddy Guy)
Living Proof je patnácté studiové album amerického bluesového zpěváka a kytaristy Buddyho Guye. Vydáno bylo 25. října 2010 společnostmi Silvertone Records a Jive Records a jeho producentem byl Tom Hambridge, který s Guyem spolupracoval již v minulosti. Deska se umístila na 46. příčce hitparády Billboard 200, což bylo do té doby nejlepší umístění Guyova alba. Guy za album získal cenu Grammy. Na albu se podílelo několik hostů, včetně B. B. Kinga a Carlose Santany.

## Seznam skladeb
1. 74 Years Young – 4:34
2. Thank Me Someday – 5:43
3. On the Road – 4:12
4. Stay Around a Little Longer – 5:00
5. Key Don't Fit – 5:03
6. Living Proof – 3:45
7. Where the Blues Begin – 4:38
8. Too Soon – 3:26
9. Everybody's Got to Go – 3:58
10. Let the Door Knob Hit Ya – 3:45
11. Guess What – 5:45
12. Skanky – 4:16

## Obsazení
- Buddy Guy – kytara, zpěv
- David Grissom – kytara
- Tommy Macdonald – baskytara
- Michael Rhodes – baskytara
- Tom Hambridge – bicí, perkuse, tamburína, doprovodné vokály
- Marty Sammon – klavír
- Reese Wynans – clavinet, elektrické piano, Hammondovy varhany, klavír
- B. B. King – kytara, zpěv
- Carlos Santana – konga, kytara
- Jack Hale – pozoun
- Wayne Jackson – trubka
- Tom McGinley – tenorsaxofon
- The Memphis Horns – horny
- Bekka Bramlett – doprovodné vokály
- Wendy Moten – doprovodné vokály